# Sacristía de San Pedro del Vaticano
La sacristía de San Pedro está ubicada en el lado sur de la basílica del mismo nombre, dentro de la Ciudad del Vaticano. En el interior del edificio, situadas a la sombra de la cúpula de Miguel Ángel, se encuentran las sacristías de los Canónigos, de los Beneficiarios y la Sacristía Común; parte de la estructura alberga el Tesoro de San Pedro.

## Historia

La iglesia de Santa Maria della Febbre y el Obelisco Vaticano

La primera sacristía de la basílica Constantiniana se llamó Antichissima, pues se creía que era contemporánea de la fundación del templo vaticano. Posteriormente, quizás bajo el pontificado de Gregorio IV, esta fue sustituida por una segunda sacristía, según algunos llamada Novella.
En el siglo XV, como parte de la renovación de la basílica paleocristiana promovida por el papa Nicolás V, se barajó la idea de construir una nueva sacristía, pero la muerte del pontífice frustró todo plan. Sin embargo, Julio II continuó el camino marcado por su antecesor, dando al programa de recuperación un importante punto de inflexión; de hecho decretó la reconstrucción completa de la basílica y confió la definición del proyecto al arquitecto Donato Bramante. Las obras comenzaron en 1506 y rápidamente desembocaron en la creación de los cuatro potentes pilares de la cruz, unidos por otros tantos arcos destinados a sostener la cúpula.
Con el inicio de las obras de construcción, Bramante hizo demoler casi toda la parte del presbiterio de la antigua basílica. En cualquier caso, para garantizar la realización de celebraciones religiosas en la parte de la iglesia que aún estaba intacta, hacia 1575 se decidió construir una sacristía temporal, adaptando para ello la antigua iglesia de Santa Maria della Febbre. Esta, también llamada Rotonda di Sant'Andrea, fue uno de los dos edificios de planta central, construidos originalmente como mausoleos funerarios de la época imperial, ubicados en el lado sur de la gran construcción paleocristiana, cerca del Obelisco Vaticano . La otra, derribada durante la construcción del brazo sur de San Pietro durante el siglo XVI, era conocida como capilla de Santa Petronilla. La Rotonda de Sant'Andrea quedó así en comunicación directa con la basílica: se abrió un primer pasaje en correspondencia con la zona de la futura capilla Clementina, pero, a medida que avanzaban las obras, fue sustituido por un oscuro y difícil acceso. 
Carlo Maderno, que a principios del siglo XVII había completado la nave longitudinal y la fachada del templo vaticano, recibió del Papa Pablo V el encargo de construir la sacristía en correspondencia con la actual capilla del Santísimo Sacramento. El proyecto no se llevó a cabo, al igual que el que llevó a cabo posteriormente Gian Lorenzo Bernini bajo Alejandro VII.

Para poner fin a la antigua cuestión, en 1715 se convocó un concurso para la construcción de la nueva sacristía: participaron, entre otros, Filippo Juvarra, Nicola Michetti y Antonio Canevari. Entre ellos destacó el diseño de Filippo Juvarra, cuyas formas se tradujeron en un grandioso modelo de madera. Sin embargo, los altos costos de la obra impidieron su realización.

A pesar de los estudios posteriores realizados por el arquitecto Alessandro Galilei, en 1776 el Papa Pío VI encargó el edificio actual a Carlo Marchionni. Las obras comenzaron en julio del mismo año con la demolición de los edificios situados alrededor de la Rotonda de Santa Maria della Febbre, incluida la cercana iglesia de Santo Stefano degli Ungheri. La primera piedra de la nueva sacristía se colocó el 22 de septiembre de 1776 y, al mismo tiempo, se inició el derribo de la antigua Rotonda. A principios de 1778 se podían considerar terminadas las fundaciones y toda la obra, dotada de una gran rectoría para residencia del capítulo vaticano, quedó terminada en 1784. La inauguración se realizó el 10 de junio de ese mismo año.

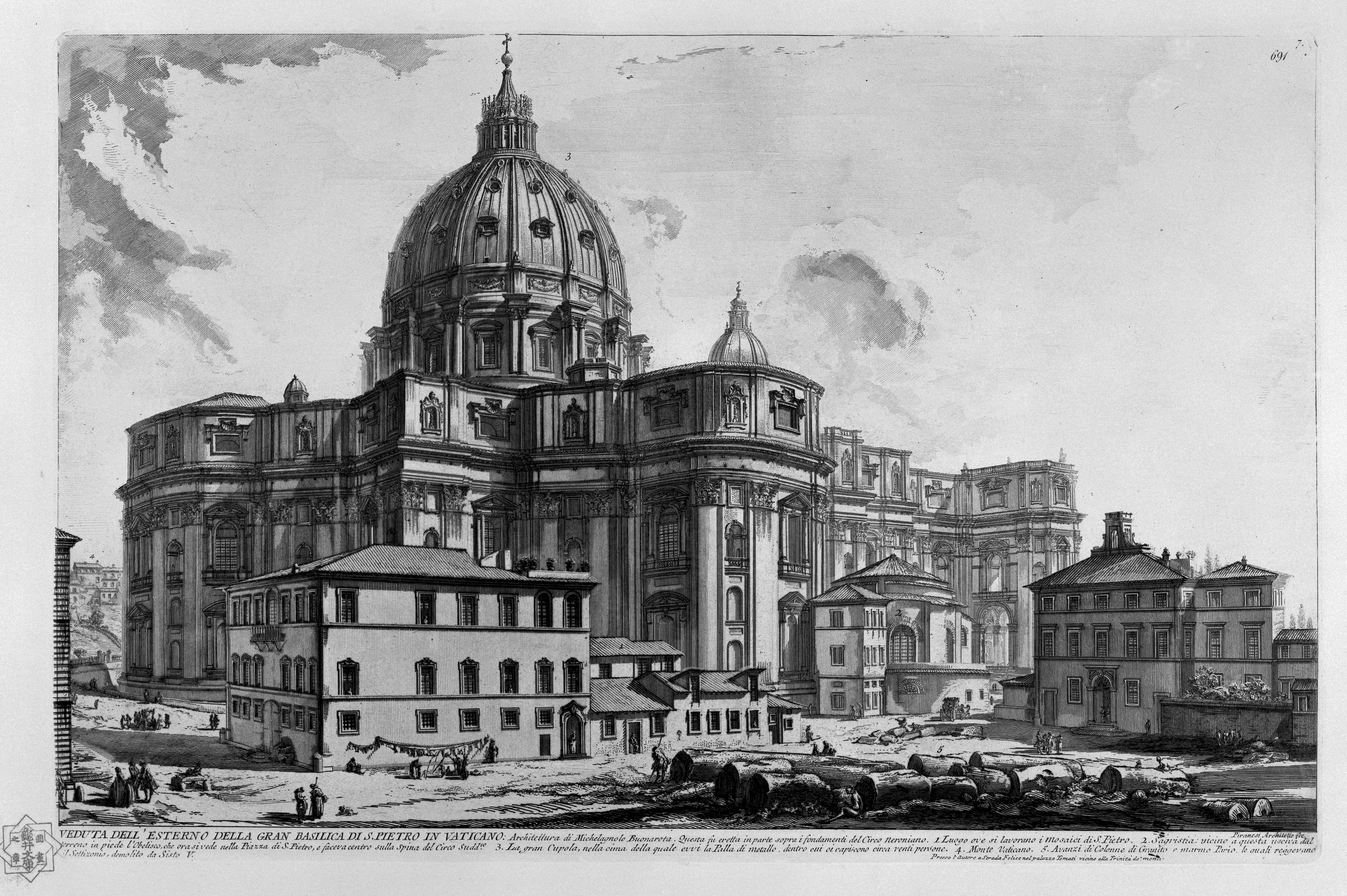
Rotonda de Santa Maria della Febbre y edificios vecinos antes de la demolición

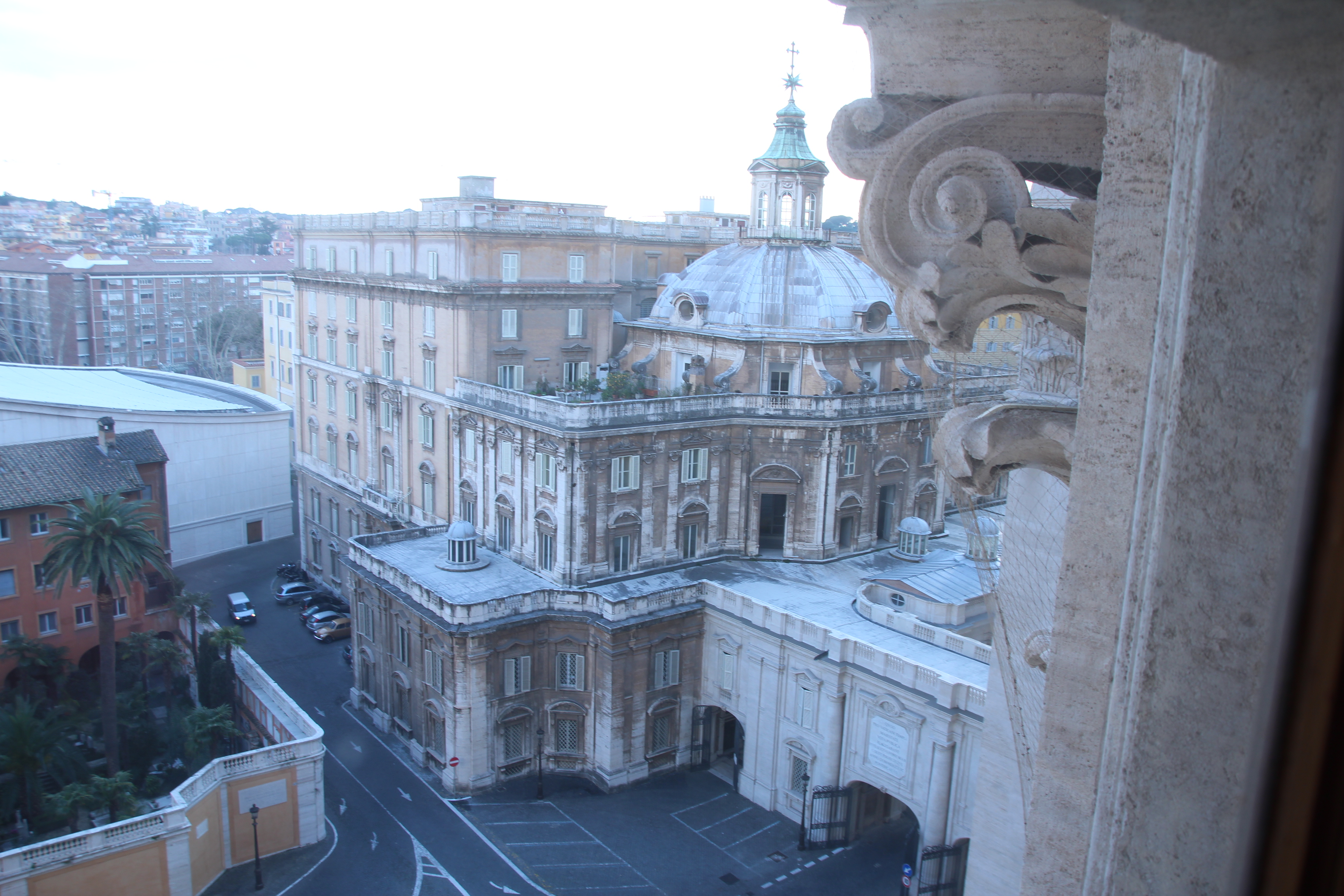
Vista del edificio desde la Basílica de San Pedro; a la izquierda el Cementerio Teutónico y la Sala Pablo VI

## Descripción
La sacristía diseñada por Marchionni es una de las principales arquitecturas romanas de finales del siglo XVIII, pero, intentando armonizar con el estilo de la basílica, no resulta especialmente innovadora. En el momento de su construcción fue duramente criticada: el estudioso Francesco Milizia (1725-1798), que cuestionaba la irracionalidad del diseño y los costes excesivos, se vio obligado a abandonar 1798 la ciudad. 
Es un gran edificio aislado, ubicado en el lado sur de la basílica vaticana; dos pasillos cubiertos, sostenidos por arcos rebajados, lo conectan con la nave de San Pedro, en correspondencia con la tumba de Pío VIII y la capilla del Coro. El corredor occidental, precedido por una colosal estatua de San Andrés y un epígrafe que enumera los papas enterrados en la basílica, conduce a la Sacristía de los Beneficiarios; el oriental a la Sacristía de los Canónigos. Los dos pasillos elevados están unidos por un volumen transversal, en cuyo centro hay una gran escalera que conduce a la planta baja; en lo alto de la escalera se encuentra la estatua del Papa Pío VI, obra de Agostino Penna. Otros pasillos, situados en el lado sur del edificio, permiten el paso entre la sacristía y la Domus Sanctae Marthae.
En el centro del edificio, entre la Sacristía de los Beneficiarios y la de los Canónigos, se encuentra la gran sala de la Sacristía Común; se caracteriza por colores vivos y está cubierto por una cúpula octogonal, revestida de láminas de plomo y rematada por una linterna; el altar de la pared del fondo está adornado con un mosaico del siglo XIX que reproduce la Deposición de Caravaggio. A los lados de los pasajes abiertos hay pares de columnas de la Villa Adriana ; en cambio, los capiteles fueron recuperados de los depósitos de materiales utilizados por Gian Lorenzo Bernini para la construcción del campanario de la basílica, demolido en 1646 por problemas estructurales.
La Sacristía de los Beneficiarios, situada al oeste, está equipada con una capilla, en cuyo interior, además de Jesucristo de Girolamo Muziano, se encontraba el Sagrario del Sacramento Eucarístico de Donatello y Michelozzo (1432-1433), ahora expuesto. en el Museo del Tesoro. En su lugar se colocó la imagen pictórica de la Madonna della Febbre, que anteriormente era venerada en la rotonda del mismo nombre. 
En el lado este de la Sacristía Común se encuentra la de los Canónigos, cuya entrada está adornada con una Gloria de los Santos de Federico Zuccari. En la capilla anexa se encuentra el cuadro de la Virgen con el Niño, Santa Ana y los Santos Pedro y Pablo, de Leonardo da Pistoia y Iacopino del Conte  (o de Giovan Francesco Penni según otros), originalmente colocado en El interior de la basílica de Pietrina. Enfrente, Virgen y el Niño con el Bautista, de Giulio Romano. Sobre los vanos hay pinturas que representan episodios de la vida de San Pedro, de Antonio Cavallucci. La Sala Capitular contigua está adornada con una estatua de mármol de San Pedro y pinturas del siglo XVII, entre las que destacan las de Andrea Sacchi ; El Políptico Stefaneschi de Giotto, ahora en la Galería de Arte del Vaticano, también se exhibió aquí durante un tiempo. Tanto la Sacristía de los Beneficiarios como la de los Canónigos están equipadas con muebles de madera brasileña.

La Sacristía de los Beneficiarios forma hoy parte del itinerario museístico del Tesoro de San Pedro, creado en 1975 por el Papa Pablo VI . El museo expone estatuas, mobiliario sacro, tiaras papales y objetos donados por varios soberanos. Entre las obras conservadas, cabe mencionar el monumento funerario del siglo XV a Sixto IV, de Antonio del Pollaiolo, la Columna Santa (antiguamente situada cerca del altar de la Piedad de la basílica (columna retorcida procedente de la basílica anterior similar a los colocados en los nichos de los pilares de la cúpula de Miguel Ángel y considerados milagrosos por proceder del templo de Jerusalén) y el sarcófago de mármol de Giunio Basso (siglo IV), con episodios del Antiguo y Nuevo Testamento.

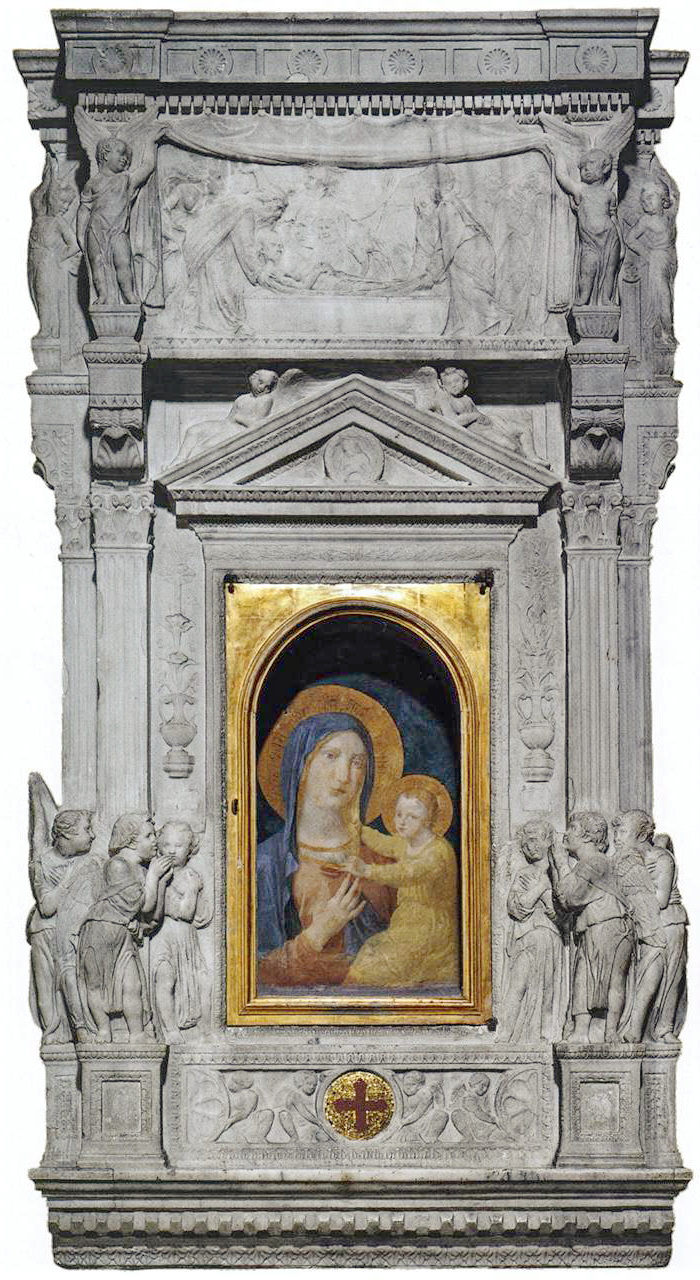
Sagrario del Sacramento Eucarístico